# Венера Таврическа
Венера Таврическа е мраморна статуя на къпещата се Венера в естествена височина (167 см), изваяна през 2 или 3 век пр.н.е. по образец на Афродита Книдска или Венера Капитолийска. Отчупени са ръцете на статуята, както и част от носа ѝ.
Скулптурата е придобита от Петър I от папа Климент XI през 1718 г. (според преданието в замяна на мощите на св. Бригита) и става първата в Русия антична статуя на гола жена. До постъпването ѝ в Ермитажа украсява Таврическия дворец, откъдето идва името ѝ.